# 雷默洛-門尼希許夫米倫巴赫河
52°16′13″N 8°35′34″E / 52.27028°N 8.59278°E

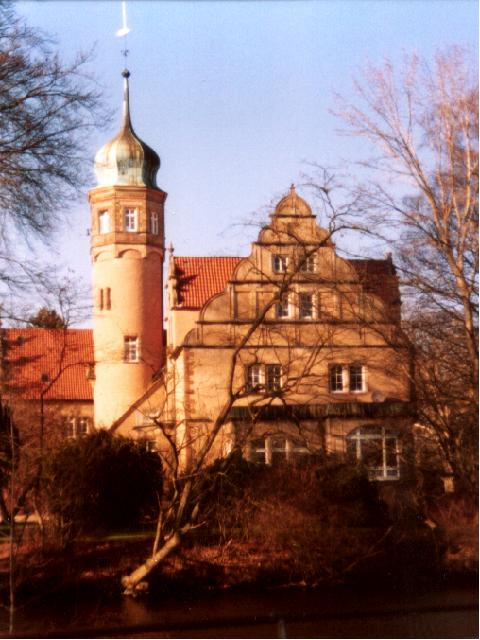

雷默洛-門尼希許芬米倫河（德語：Rehmerloh-Mennighüffer Mühlenbach）是德國的河流，位於該國西部，處於北萊茵-威斯特法倫州，屬於韋勒河的左支流，河道全長16公里，流域面積71平方公里。